# Non è un film (singolo Gerardina Trovato)
Non è un film è un brano musicale cantato da Gerardina Trovato e scritto insieme al chitarrista Angelo Anastasio e al produttore Celso Valli nel 1994.
Dopo essere arrivata seconda al Festival di Sanremo dell'anno precedente con Ma non ho più la mia città nella sezione Novità, la cantautrice catanese si ripresenta alla kermesse canora del 1994 nel gruppo dei Campioni con questa canzone e arriva al quarto posto della classifica finale.
Dopo il Festival, esce l'album omonimo prodotto proprio da Celso Valli e in poche settimane diventa disco di platino, vendendo 100 000 copie.
La canzone parla degli orrori della guerra in Bosnia e il videoclip è stato girato dal celebre fotografo Oliviero Toscani.
Questa canzone è la colonna sonora della sigla della telenovela messicana Il segreto della nostra vita.